# هيرومي ايتو
هيرومي ايتو (باليابانية: 伊藤比呂美 ) (و. 1955  م) هي روائية، وشاعرة، وكاتِبة يابانية، ولدت في طوكيو.
.

## التعليم
تعلمت في جامعة أوياما كاكوين ‏.

## جوائز
حصلت على جوائز منها:
- جائزة نوما للوجه الأدبي الجديد  [لغات أخرى]‏ (1999).